# Загра Ларі
Загра Ларі (араб. زهرة لاري; народилась 3 березня 1995 року) — фігуристка з Об'єднаних Арабських Еміратів, чотириразова чемпіонка ОАЕ. Перша в історії фігуристка у хіджабі з ОАЕ, яка виступила на міжнародному рівні.

## Біографія
Народилась 3 березня 1995 року в Абу-Дабі. Її батьки, громадянин ОАЕ і американка, познайомилися під час навчання в Університеті Атланти, а після одруження переїхали жити на батьківщину чоловіка. У 12 років, після перегляду диснеївського фільму «Принцеса льоду» (Ice Princess), захопилась фігурним катанням. Спочатку мати відмовила дочці у заняттях на ковзанах, тоді Загра звернулася за підтримкою до батька, який дав дозвіл. Однак потім ситуація змінилася, і після її перших перемог у професійних змаганнях, вже батько став висловлюватися проти кар'єри дочки, але на допомогу прийшла мати. У результаті сім'я прийшла до згоди і тепер підтримує її вибір.
Фігурне катання стало не тільки справою життя Захри, а й ділом її близьких. Батьки відкрили перший офіційний клуб фігурного катання в ОАЕ, до якого входять всі фігуристи ОАЕ.
У 2017 році Ларі стала обличчям рекламної кампанії Nike, яка запустила першу лінію спортивних хіджабів.
У 2019 році взяла участь у зйомках для журналу Vogue Arabia.
Навчається в Університеті Абу-Дабі, де вивчає питання безпеки навколишнього середовища.
У ЗМІ Загра Ларі стала відома як «Принцеса льоду в хіджабі» (Ice Princess in the Hijab).

## Кар'єра
Дебютувала на юніорському Кубку Європи в Італії в сезоні-2011/12. Саме на цьому турнірі судді, згідно з чинним регламентом ISU, були змушені зняти бал через неузгоджені деталі костюму.
Спеціально заради неї Міжнародний союз ковзанярів змінив правила, дозволивши їй виступати у головному уборі.
У 2019 році Ларі стала першою фігуристкою з ОАЕ, взявши участь у Зимовій Універсіаді, яка проходила у Красноярську. У короткій програмі вона набрала 24,90 бала і не зуміла кваліфікуватися у довільну програму, зайнявши 29-е місце.
Тренує Захру Ларі колишня російська фігуристка Олександра Ієвлєва.
Головна мета у житті фігуристки — виступити на Олімпійських іграх.